# Traducción automática interactiva
La traducción automática interactiva (IMT), es un subcampo específico de la traducción asistida por computadora. Bajo este paradigma de traducción, el software informático que ayuda al traductor humano intenta predecir el texto que el usuario va a escribir, teniendo en cuenta toda la información que tiene disponible. Cuando dicha predicción es incorrecta y el usuario proporciona información (realimenta) al sistema, se realiza una nueva predicción teniendo en cuenta la nueva información disponible. Dicho proceso se repite hasta que la traducción proporcionada coincide con las expectativas del usuario. 
La traducción automática interactiva es especialmente interesante cuando la traducción de textos se realiza en dominios donde no se admite una traducción que contenga errores, por lo que se requiere un usuario humano para modificar las traducciones proporcionadas por el sistema. En tales casos, la traducción automática interactiva ha probado ser un beneficio para los potenciales usuarios. Sin embargo, aún no hay ningún software comercializado que implemente la traducción automática interactiva y el trabajo realizado en este campo se restringe a la investigación académica.

## Historia
Históricamente, la traducción automática interactiva nace como una evolución del paradigma de la traducción asistida por computadora, en la que el traductor humano y el sistema de traducción automática tenían la intención de trabajar como un tándem. Este primer trabajo se extendió dentro del proyecto de investigación TransType, financiado por el gobierno canadiense. En este proyecto, la interacción humana se dirigió hacia la creación del texto de destino por primera vez mediante la incorporación de técnicas de traducción automática basadas en datos dentro del entorno de la traducción interactiva, con el objetivo de lograr lo mejor de ambos actores: la eficiencia del sistema automático y la fiabilidad de los profesionales de la traducción.
Posteriormente, un proyecto de investigación a gran escala, el TransType2, financiado por la Comisión Europea, amplió dicho trabajo mediante el análisis de la incorporación de un  sistema completo de traducción automática en el proceso, con el objetivo de crear una traducción hipotética, la cual permite al usuario modificar o aceptar dicha traducción. Si el usuario decide modificar la hipótesis, el sistema intenta hacer el mejor uso de su retroalimentación con el fin de producir una nueva traducción hipotética, que tiene en cuenta las modificaciones introducidas por el usuario.
Más recientemente, CASMACAT, también financiado por la Comisión Europea, ha sido dirigido para desarrollar nuevos tipos de asistencia para los profesionales de la traducción y los ha integrado en un nuevo equipo de trabajo consistente en un editor, un servidor, y herramientas de análisis y de visualización. El cuadro de herramientas fue diseñado de forma modular y puede combinarse con otras herramientas de traducción asistida por computadora. Además, el cuadro de herramientas CASMACAT puede aprender de la interacción con el traductor mediante la actualización y adaptación de sus modelos de forma instantánea basándose en las preferencias de traducción del usuario.
Trabajos recientes, que han involucrado una amplia evaluación con la participación de usuarios humanos, han puesto de manifiesto el hecho de que la traducción automática interactiva incluso puede ser utilizada por usuarios que no hablan el idioma de origen, con el fin de lograr una calidad similar a la traducción profesional. Además, también han destacado el hecho de que un escenario interactivo es más beneficioso que un escenario clásico posedición.

## Proceso
El proceso de traducción automática interactiva comienza con el sistema sugiriendo una hipótesis de traducción para el usuario. A continuación, el usuario puede aceptar la frase completa como correcta, o puede modificarla si considera que hay algún error. Típicamente, cuando se modifica una palabra dada, se supone que el prefijo hasta dicha palabra es correcto, lo que lleva a un sistema de interacción de izquierda a derecha. Una vez que el usuario ha cambiado la palabra considerada incorrecta, el sistema propone entonces un nuevo sufijo, es decir, el resto de la frase. Este proceso continúa hasta que la traducción proveída satisface al usuario.
Aunque la explicación se ha hecho a nivel de las palabras, el proceso anterior se puede implementar también a nivel de caracteres y, por lo tanto, el sistema proporciona un sufijo cada vez que el traductor introduce un solo carácter. Además, hay esfuerzos en curso para cambiar el esquema de interacción típico de izquierda a derecha con el fin de hacer la interacción hombre-máquina más fácil.
Un enfoque similar se utiliza en la herramienta de traducción Caitra.

## Evaluación
La evaluación es un tema difícil en la traducción automática interactiva. Idealmente, la evaluación debería tener lugar en experimentos con la involucración de usuarios humanos. Sin embargo, dado el alto costo monetario que esto implicaría, éste es raramente el caso. Por otra parte, incluso cuando se consideran traductores humanos para llevar a cabo una verdadera evaluación de técnicas de traducción automática interactiva, no está claro lo que debe medirse en tales experimentos, ya que existen muchas variables diferentes que deben tenerse en cuenta y no se pueden controlar como, por ejemplo, el tiempo que toma el usuario para acostumbrarse al proceso. En el proyecto CASMACAT, se han realizado algunos ensayos de campo para el estudio de algunas de estas variables.
Para evaluaciones rápidas en condiciones de laboratorio, la traducción automática interactiva se mide mediante el coeficiente de impacto de la tecla o el coeficiente de impacto de palabra.
Estos criterios intentan medir cuántos impactos-clave o palabras tuvo que introducir el usuario antes de producir el documento final traducido.

## Diferencias con la traducción asistida por computadora clásica
Aunque la traducción automática interactiva es un subcampo de la traducción asistida por computadora, el principal atractivo de la anterior con respecto a este último es la interactividad. En la traducción asistida por computadora clásica, el sistema de traducción puede sugerir una hipótesis de traducción en el mejor de los casos y, a continuación, el usuario debe editar dicha hipótesis. En cambio, en la traducción automática interactiva el sistema produce una nueva hipótesis de traducción cada vez que el usuario interactúa con el sistema, es decir, después de cada palabra (o carácter) introducido.